# 矢神駅
矢神駅（やがみえき）は、岡山県新見市哲西町矢田字高橋田にある、西日本旅客鉄道（JR西日本）芸備線の駅である。
なお駅名は、「矢田」と「上神代」の2集落が合併して出来た時の村名が、それぞれの名を1文字ずつ取った「矢神村」となったことによる。

## 歴史
- 1930年（昭和5年）
  - 2月10日：鉄道省三神線として備中神代駅 - 矢神駅間が開業した際に、その終着駅として開設[1]。
  - 11月25日：三神線が当駅から東城駅まで延伸。途中駅になる。
- 1937年（昭和12年）7月1日：三神線が芸備線の一部となり、当駅もその所属となる。
- 1972年（昭和47年）9月1日：貨物取扱廃止[1][2]。
- 1983年（昭和58年）10月31日：荷物扱い廃止[3]。無人駅化[4]（簡易委託化）。
- 1987年（昭和62年）4月1日：国鉄分割民営化により、JR西日本の駅となる[1]。
- 2006年（平成18年）3月18日：快速列車[5]の停車駅となる。

## 駅構造
相対式ホーム2面2線を持つ地上駅。芸備線の岡山支社・岡山県内区間で列車交換が可能なのは事実上当駅のみである（ただし、伯備線乗入区間の布原駅でも交換可能。また、広島県内の東城駅にも交換施設が残っているが、現在は片側ホーム閉鎖により使用機会が無い）。駅舎は下りホーム側にあり、上りホームへは構内踏切で連絡している。ホームは相対式であるが、構内踏切を挟んだ千鳥配置となっている。
新見駅管理の無人駅。かつては簡易委託駅で、駅前の商店で乗車券（常備券のみ）を販売していた。
1990年代に入って、駅舎の事務室側を解体し、待合室部分のみ残された。トイレあり。上りホームの御衣黄桜は有名。

### のりば
| のりば | 路線   | 方向 | 行先               |
| ------ | ------ | ---- | ------------------ |
| 1      | 芸備線 | 上り | 新見方面           |
| 2      | 芸備線 | 下り | 東城・備後落合方面 |

- のりば番号は自動放送のみで呼称されており、駅舎側が2番のりばとして扱われている。

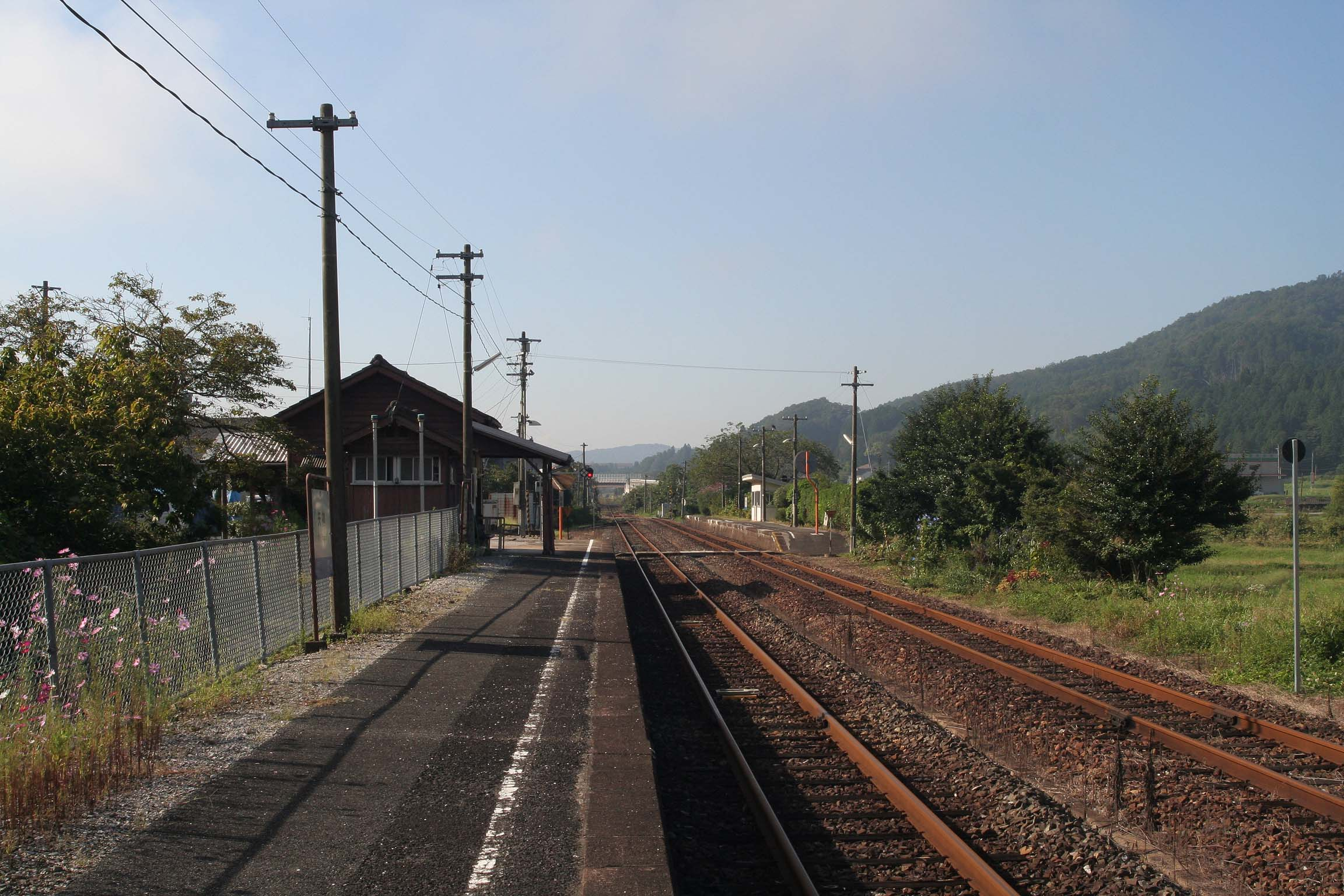
ホーム（2007年9月）

## 利用状況
1日平均乗車人員は以下の通り。
| 乗車人員推移 | 乗車人員推移 |
| 年度         | 1日平均人数  |
| ------------ | ------------ |
| 1981         | 58           |
| 1990         | 69           |
|              |              |
| 1999         | 21           |
| 2000         | 26           |
| 2001         | 32           |
| 2002         | 30           |
| 2003         | 32           |
| 2004         | 27           |
| 2005         | 24           |
| 2006         | 20           |
| 2007         | 17           |
| 2008         | 18           |
| 2009         | 16           |
| 2010         | 16           |
| 2011         | 18           |
| 2012         | 20           |
| 2013         | 22           |
| 2014         | 17           |
| 2015         | 16           |
| 2016         | 13           |
| 2017         | 11           |
| 2018         | 9            |
| 2019         | 13           |
| 2020         | 11           |
| 2021         | 8            |

## 駅周辺
- 矢神郵便局
- きらめき広場・哲西
  - 新見市役所哲西支局
  - 新見市立哲西図書館
- 道の駅鯉が窪
- 中国自動車道 哲西バスストップ
- 国道182号

## 隣の駅
西日本旅客鉄道（JR西日本）
 芸備線
■快速（早朝下り1本のみ運転）
新見駅 → 矢神駅 → 東城駅
■普通
市岡駅 - 矢神駅 - 野馳駅